# Irrumatio

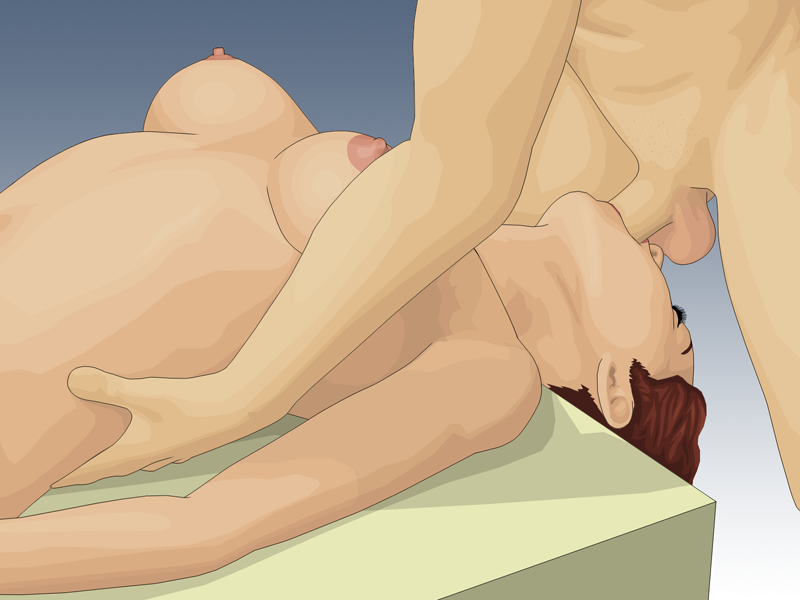
Een illustratie van een vrouw die door een man gefacefuckt wordt.

Irrumatio, of in de spreektaal face fucking, is een vorm van orale seks waarbij iemand zijn penis in de mond van iemand anders stopt, dit in tegenstelling tot fellatio waarbij de penis actief oraal wordt opgewonden door een ander. Het verschil zit hem vooral in welke partij actief deelneemt. Bij uitbreiding kan irrumatio ook verwijzen naar de seksuele techniek waarbij de penis tussen de dijen van een partner wordt geduwd (interfemorale seks).
In het oude Romeinse seksuele vocabulaire is irrumatio strikt genomen een vorm van orale verkrachting, waarbij een man zijn penis in de mond van iemand anders duwt en braken opwekt voor seksuele bevrediging.
De daad van irrumatio met gedwongen braken is aanwezig in sommige online pornografie, deels vanwege het shockeffect en als een vorm van vernedering.

## Etymologie en geschiedenis
De zelfstandige naamwoorden irrumatio komt van het Latijnse irrumāre , wat betekent receptieve mannelijke orale seks afdwingen.
Er is enig vermoeden onder taalkundigen, dat nog niet is opgelost, dat irrŭmātio mogelijk verband houdt met het Latijnse woord rūmen, rūminis, de keel en slokdarm, vanwaar 'herkauwen', om te herkauwen, en daarom 'inbrengen in de keel' betekent. Anderen brengen het in verband met rūma of rūmis, een verouderd woord voor een speen, vandaar dat het zou betekenen "melk geven", "geven om te zuigen". Vergelijk het woord fellō, wat letterlijk "zuigen (melk)" betekende voordat het zijn seksuele betekenis kreeg.
Een Nederlandstalige vertaling is er niet echt, dus gangbaar wordt de Engelstalige term uit de spreektaal gebruikt, namelijk facefucking, mede doordat deze term zo gebruikt wordt op pornografische websites.